# Rhys Williams (voetballer)
Rhys Williams (Perth, 14 juli 1988) is een Australisch voetballer die bij voorkeur als verdediger speelt. Hij stroomde in 2007 door vanuit de jeugd van Middlesbrough FC.

## Carrièrestatistieken
| Seizoen                      | Club             | Land     | Competitie                   | Wed. | Goals |
| ---------------------------- | ---------------- | -------- | ---------------------------- | ---- | ----- |
| 2008/09                      | Middlesbrough FC | Engeland | Premier League               | 0    | 0     |
| 2008/09                      | → Burnley FC     | Engeland | Football League Championship | 17   | 0     |
| 2009/10                      | Middlesbrough FC | Engeland | Football League Championship | 32   | 2     |
| 2010/11                      | Middlesbrough FC | Engeland | Football League Championship | 12   | 1     |
| 2011/12                      | Middlesbrough FC | Engeland | Football League Championship | 35   | 2     |
| 2012/13                      | Middlesbrough FC | Engeland | Football League Championship | 21   | 0     |
| 2013/14                      | Middlesbrough FC | Engeland | Football League Championship | 22   | 0     |
| Totaal                       | Totaal           | Totaal   | Totaal                       | 177  | 5     |
| Bijgewerkt tot 15 maart 2014 |                  |          |                              |      |       |

## Interlandcarrière

### Australië
Op 17 juli 2009 debuteerde Williams voor het Australië in een vriendschappelijke wedstrijd tegen Japan (2-1 winst).
| Interlands van Rhys Williams    | Interlands van Rhys Williams    | Interlands van Rhys Williams    | Interlands van Rhys Williams    | Interlands van Rhys Williams    | Interlands van Rhys Williams    |
| №                               | Datum                           | Wedstrijd                       | Uitslag                         | Soort Wedstrijd                 | Doelpunten                      |
| Als speler bij Middlesbrough FC | Als speler bij Middlesbrough FC | Als speler bij Middlesbrough FC | Als speler bij Middlesbrough FC | Als speler bij Middlesbrough FC | Als speler bij Middlesbrough FC |
| ------------------------------- | ------------------------------- | ------------------------------- | ------------------------------- | ------------------------------- | ------------------------------- |
| 1.                              | 17 juli 2009                    | Australië - Japan               | 2-1                             | Vriendschappelijk               | 0                               |
| 2.                              | 12 augustus 2009                | Ierland - Australië             | 0-3                             | Vriendschappelijk               | 0                               |
| 3.                              | 5 juni 2011                     | Australië - Nieuw-Zeeland       | 3-0                             | Vriendschappelijk               | 0                               |
| 4.                              | 7 juni 2011                     | Australië - Servië              | 0-0                             | Vriendschappelijk               | 0                               |
| 5.                              | 10 augustus 2011                | Wales - Australië               | 1-2                             | Vriendschappelijk               | 0                               |
| 6.                              | 8 oktober 2011                  | Australië - Maleisië            | 5-0                             | Vriendschappelijk               | 0                               |
| 7.                              | 11 oktober 2011                 | Australië - Oman                | 3-2                             | Kwalificatie WK 2014            | 0                               |
| 8.                              | 11 november 2011                | Oman - Australië                | 1-2                             | Kwalificatie WK 2014            | 0                               |
| 9.                              | 15 augustus 2012                | Schotland - Australië           | 3-1                             | Vriendschappelijk               | 0                               |
| 10.                             | 6 februari 2013                 | Roemenië - Australië            | 3-2                             | Vriendschappelijk               | 0                               |
| 11.                             | 11 oktober 2013                 | Frankrijk - Australië           | 6-0                             | Vriendschappelijk               | 0                               |
| 12.                             | 15 oktober 2013                 | Canada - Australië              | 0-3                             | Vriendschappelijk               | 0                               |
| 13.                             | 19 november 2013                | Australië - Costa Rica          | 1-0                             | Vriendschappelijk               | 0                               |